# Flugplatz Greiz-Obergrochlitz

i7
i11
i13
Der Heinz Peinl Flugplatz Greiz-Obergrochlitz (ICAO-Code: EDOT) ist ein Sonderlandeplatz im Landkreis Greiz. Er ist für Segelflugzeuge, Motorsegler, Ultraleichtflugzeuge und Motorflugzeuge mit einem Höchstabfluggewicht von bis zu zwei Tonnen sowie Hubschrauber mit einem Höchstabfluggewicht bis zu 5,7 Tonnen zugelassen. Des Weiteren darf das Muster Antonow An-2 hier geflogen werden.

## Geschichte
Erste Belege für die Luftfahrt in Greiz stammen bereits aus der Zeit um 1765, als Melchior Bauer den Grafen Heinrich XI von Reuß-Greiz um finanzielle Unterstützung für sein Gleitflugzeug Himmels-Wagen bat. 1898 startet Paul Spiegel mit dem Ballon Wettin von Greiz aus und fuhr in rund zwei Stunden fast bis nach Meißen. 1918 landete ein Albatros als erstes Motorflugzeug nahe dem heutigen Flugplatz.
Im Jahr 1930 wurde der Flugplatz eröffnet und bis 1937 fand normaler Segelflugbetrieb statt. In den letzten Jahren vor Ausbruch des Zweiten Weltkriegs wurden die Aktivitäten immer mehr eingeschränkt und militärisch ausgerichtet. Bis 1942 fand am Platz noch Flugbetrieb statt. Danach wurde er aufgrund fehlender Piloten eingestellt.
1954 wurden Teile des Flugplatzes durch die kurz zuvor gegründete GST Segelfluggruppe Greiz wieder in Betrieb genommen und die GST begann die Flugausbildung auf einer SG 38. Eine Flugzeughalle wurde von den Greizer Segelfliegern 1955 gebaut und bis 1979 um Unterbringungsmöglichkeiten für Winden und andere Technik erweitert. Nach mehreren Republikfluchten per Segelflugzeug wurde der Segelflugbetrieb in der DDR immer mehr reglementiert und überwacht. 1979 wurde der Flugbetrieb in Greiz vollständig eingestellt.
Nach der Wende wurde der Luftsportverein Greiz im März 1990 neu gegründet und der stillgelegte Flugplatz reaktiviert.
Die Start- und Landebahn wurde 2020 saniert und mit einer Asphaltdecke ausgestattet. Mit dem ersten Start wurde sie am 20. Juni 2020 vom Greizer Astronaut Ulf Merbold eingeweiht. Zuvor existierte nur eine 740 × 30 Meter große Graspiste an gleicher Position. Am 26. Juni 2023 wurde der Flugplatz offiziell zu "Heinz Peinl Flugplatz" umbenannt. Namensgeber ist der ehemalige Flugsportler und langjährige Vorsitzende des Luftsportvereins Heinz Peinl.

## Zwischenfälle
- Am 5. August 2000 startete ein Flugschüler mit einem Segelflugzeug vom Typ PZL Bielsko SZD-30 zu einem Überlandflug nach Jena-Schöngleina und zurück. Auf dem Rückweg geriet das Flugzeug im Kurvenflug etwa dreißig Kilometer nordöstlich vom Platz außer Kontrolle und prallte aus einer Höhe von circa sechzig Metern auf eine Wiese. Der Pilot erlitt dabei tödliche Verletzungen.[5]

- Am 28. Juni 2009 startete ein Ultraleichtflugzeug vom Typ Ikarus C22 zu einem Rundflug. Kurz nach dem Abheben meldete der Pilot Motorprobleme. Circa fünfzig Meter über Grund leitete er eine Rechtskurve ein, streifte mit der linken Tragfläche einen Baum und stürzte ab. Der 53-jährige Pilot und sein Fluggast wurden bei dem Aufprall schwer verletzt.[6]